# Gamma1 Normae
Désignations
Gamma1 Normae (en abrégé γ1 Nor) est une étoile de la constellation de la Règle. Sa magnitude apparente est de 4,98. C'est une supergéante jaune-blanche de type spectral F9Ia.
Elle constitue une double optique avec γ2 Nor, plus proche et plus lumineuse.